# 一円破顔

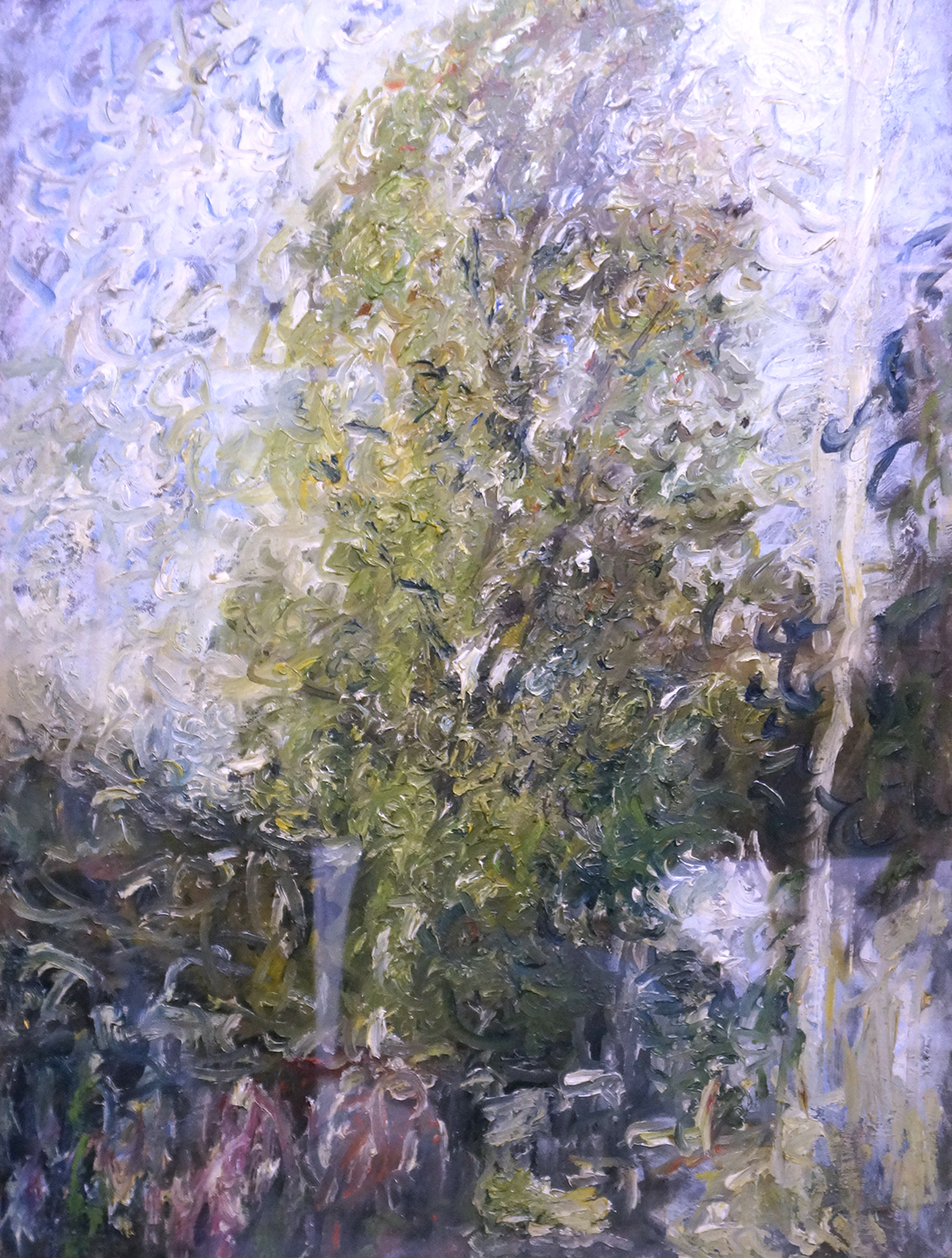
油彩「プラタナスの木」

一円破顔（いちえんはがん、1952年〈昭和27年〉10月14日 - 2020年〈令和2年〉9月12日）は日本の画家、書家、彫刻家。本名は山田順久。東京都生まれ。
13歳のとき、ゴッホの作品に芸術的感銘を受け、画家を志す。各種の表現様式を独学で遍歴し、19歳で「絵画の究極的本質は、丸ひとつでも、その表現が可能である」という直感を得る。以降、仏教にも造詣を深め、絵と書を、表現方法の両輪として創作活動を展開。自身の体験を通して辿り着いた「芸術は人間の霊性の表現である」という哲学的信条のもと、62才まで画家、書家として専心する。その後、雅号を「爪弾菴無才（そうだんあんむさい）」と改め、模写職人を自称して西洋名画の肉筆模写を仕事とする傍ら、書を通して「人間の霊性」を世に問い続ける（“思想”欄を参照）。2020年（令和２年）９月12日、アトリエ兼、書画教室「爪弾菴」にて生涯を閉じる。享年67歳。死因は大動脈解離。

## 生涯
1952年（昭和27年）父・山田英幸、母・澄江のもと、東京都にて出生。
1956年（昭和31年）4歳にして、人の顔の特徴を記憶して絵に描くなど、特異な才能を発揮。
1962年（昭和37年）小学校5年の頃より、「死」に対する疑問を感じ始め、無常感を抱くようになる。すでに構図、形、色彩を思い通りに表現できる技術を体得するが、同時に「絵は何のために描くものなのか」という疑問にも突き当たる。
1966年（昭和41年）14歳のとき、ロダン展で見た「パンセ」に感銘を受け、真の芸術の在り方に目覚める。
1971年（昭和46年）表現対象を前に、その感動を直接タッチのリズムに還元する表現方法によって、完全に形からの解放が可能となる「分解派」を自ら創案。
1972年（昭和47年）表現の限界に直面し、制作意図や技術的方法論もないまま作品が出来上がる「空絶境」に至る。その後、形に対するこだわりが取れ、人間生活を愛おしむ心境から「アパート風景シリーズ」の制作へ。一方で、絵画的効果の究極表現としての「円」を描くようになる。
1973年（昭和48年）「大化仏立像図」を完成。白隠禅師の「円相」に出会い、宗教世界における先人の遺業に、一般芸術の及び難い世界があることを知る。良寛、仙厓、慈雲、円空などの作品にも触れ、その墨跡 （禅僧の書）の影響のもと、作品制作において書と絵が同等の重きをなすようになる。「円相」の書写が行となり始める。
この頃より、一円破顔と号する。「一円」は一円相に由来するが、また敬愛する一休、一遍、円空などの字を選び取って名付けたもの。「破顔」は愛犬の死に際して、それ迄の死への深い疑念から、「生死是夢」「生如死」（生きていること自体、死んでいるようなもの）と了悟した結果、喜びがあふれ出る心境に至り、その「破顔一笑」の境地より命名する。
1976年（昭和51年）結婚を機に「一円平語法語集」を発行。
1979年（昭和54年）置き字作品「百非百語」シリーズの制作開始。
1983年（昭和58年）「一円破顔作品展図録」を発行。
1984年（昭和59年）「良寛図シリーズ」の制作を開始。仏教雑誌「大法輪」に「良寛かく恋慕」を連載。翌年、長野県に移住。

1986年（昭和61年）絵葉書「良寛」発行。春秋社発行「春秋」７月号より「円相毒讃」を連載。９月より仏教雑誌「大法輪」に「心師一語」を連載。

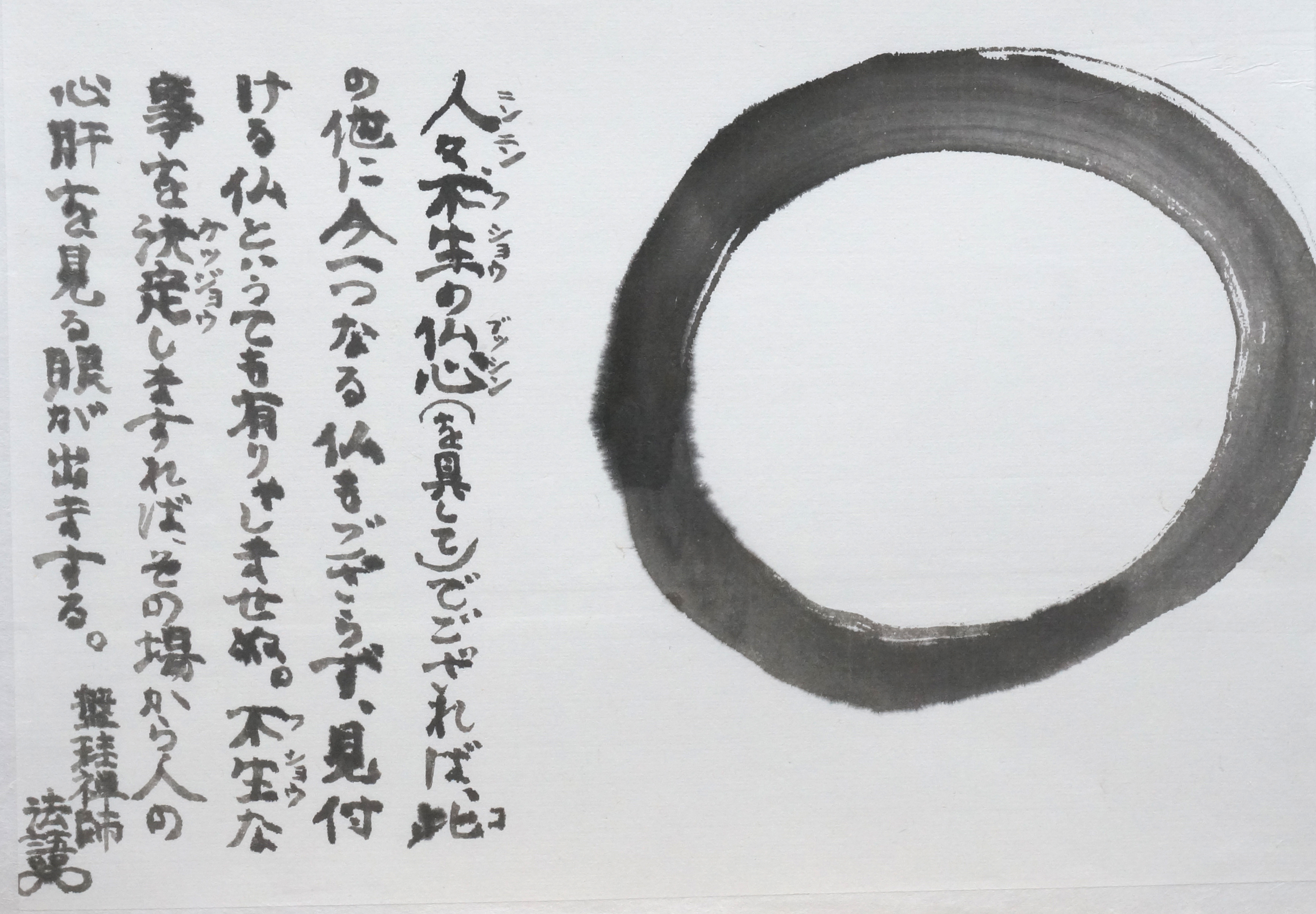
墨筆「円相」

1987年（昭和62年）「如来図シリーズ」の制作を開始。翌年、兵庫県に移住。
1988年（昭和63年）書道誌「永和」（中村山雨主宰）に「書と絵の交わる所」を連載。書道誌「書芸」（坂田聖峯主宰）に「創作秘要」を連載。
1989年（平成元年）小冊子「見えない心を見つめれば」を発行。
1990年（平成2年）　コスモリング（三重円相）を感得。以後これを花押として使用。ゴッホの没年（37歳）に達したことを記念し、「一円破顔自画像集 〜実写の呻（うめ）きをみつめて〜」を発行。
1992年（平成4年）「一円破顔風景画集」（絵葉書）を発行。

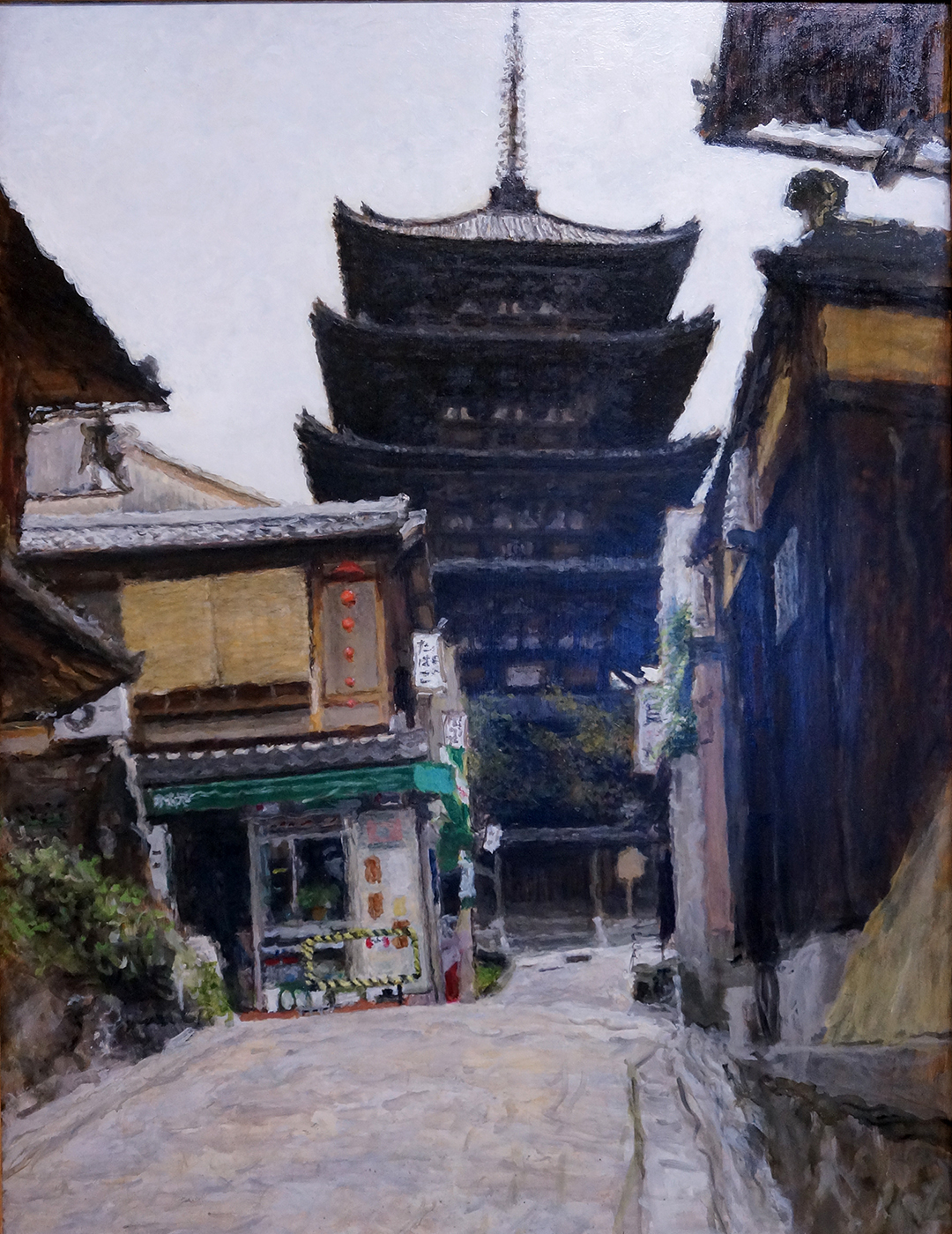
油彩「古都曇天」

1998年（平成10年）「不生の心性とは何か」を発行。
1999年（平成11年）「玄峰禅師坐像」 （彫塑）を制作。
2001年（平成13年）　玄峰禅師語録「性根玉の禅」シリーズを制作。
2002年（平成14年）　樋口一葉シリーズ「一葉紙芝居日記」「一葉百葉」を制作。
2003年（平成15年）「編笠独語シリーズ」の制作を開始。
2006年（平成18年）「ヴィンセント（・ヴァン・ゴッホ）との対話」（創作対話集）を発行。
2007年（平成19年）「アッラ・プリマ法による“表情”のある石膏デッサン」（デッサン技法書）を発行。
2008年（平成20年）本郷法真寺一葉会館にて、樋口一葉ファンの有志により「一葉日記絵展」を開催。横浜ザイムにて「ゴッホとの対話展」を開催。
2012年（平成24年）「画業60年展」を開催。
2015年（平成27年）置き字作品集「死んでも仏にはなれません」を発行。雅号を「一円破顔（いちえんはがん）」から「爪弾菴無才（そうだんあんむさい）」に改名。
2017年（平成29年）「山本玄峰禅師遺墨集〜悟りの力・心の光〜」を発行。
2019年（令和元年）江戸時代の傑僧、盤珪禅師の説法を揮毫（きごう）し、解説した「不生の哲学～念に仕替えねば仏なり～」を発行。
2020年（令和2年）アトリエ兼、絵画教室「爪弾菴」にて死没。享年67歳。死因は大動脈解離。
2025年（令和7年）「一円破顔 回顧展」を encounter gallery（東京都文京区小石川）にて開催。

## 画論（“一円破顔作品展図録”より要約）
芸術の極意は “フォルム（形）を「命のバランス」で抑え込む” ことであり、真の芸術とは “そんなフォルムが実現された作品” と定義付けできる。そのためには、まず「自分の命のリズム」を体得しなければならない。自分の「命のリズム」とは、生来人間に備わっている、大自然の働きの純然たる鼓動、呼吸感に基づくもの。この「命のリズム」を自覚し、それを一つの行為の完結過程（起承転結）の中で把握すると、「命のリズム」の均衡、調和が浮かび上がる。これを「命のバランス」と名付ける。生命は動いて止まぬもの、一方のフォルムは静止し固定化したもの。この動と静の交わる所に「自在」が生じ、その現出には、“フォルムを「命のバランス」で抑え込む” ことが極意となる。自己の「命のバランス」を把握しなければ、“フォルムを抑え込む”ことは当然出来ず、逆に自己の「命のバランス」を磨き出しさえすれば、才能など無くとも、誰でも真の芸術を生み出すことが可能。それを実現している作品の特徴として、画面に一つのエネルギーの中心があり、そこに画面全体の力が凝縮され、こんどはその中心から無限大にエネルギーが拡がっていく、という反復運動を繰り返す（画面を鏡像、または裏返しの状態で見ると、エネルギーの反復運動が破綻することにも注目）。モネの「印象・日の出」や、ピサロの「村の入り口」、ゴッホの「自画像（サン＝レミ時代）」（ギャラリー欄を参照）などがその法則を現じている。

## 思想（“不生の哲学”より要約）

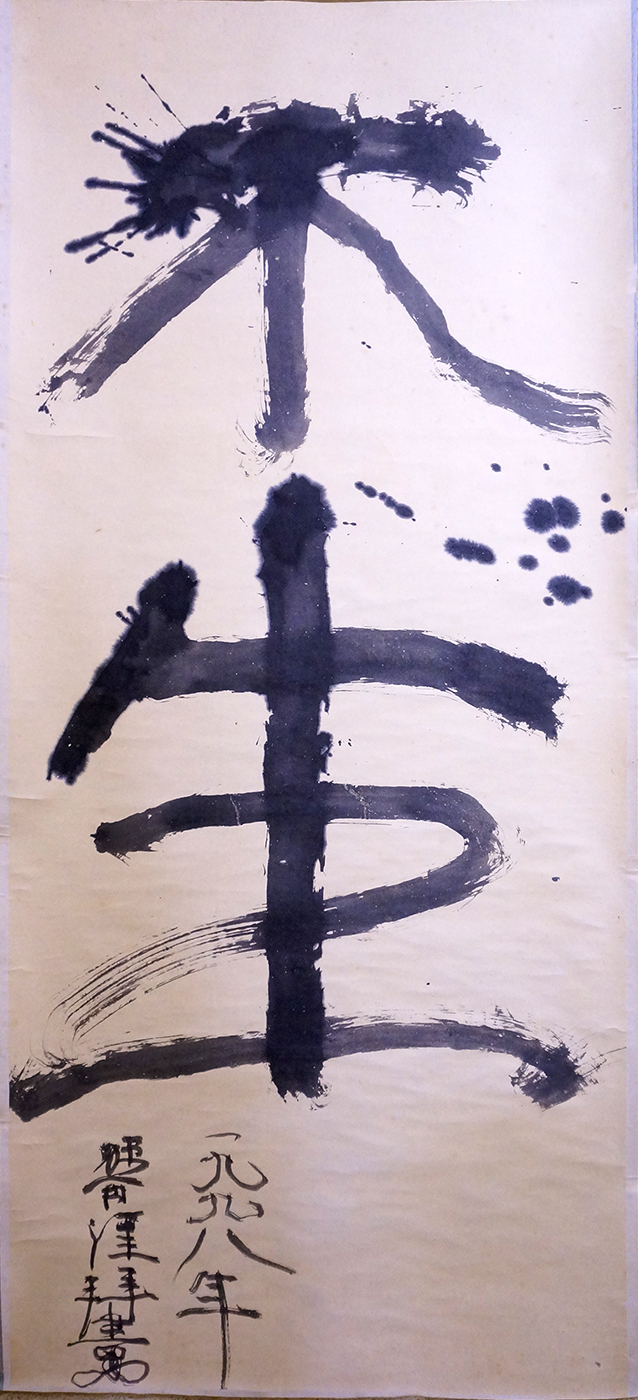
墨筆「不生」

江戸期の傑僧・盤珪禅師の説く「不生不滅」の「不生」とは、「命の場」と「今の場」が直につながっている状態を示す語で、それは「生じたり、滅したりするものではない」ことを言い表している（「〇〇の場」とは、「今」や「命」が、エネルギー的、質量的対象ではなく、宇宙に遍満する「場」の性質を持つことを意味する）。ところで「生命体」とは、外から時間的変化を受ける「体という容れ物」であると同時に、内から能動的変化する「命の場」でもある、という二重性を持つ。つまりは、宇宙にあまねく「今の場」を「体という容れ物」で囲ったものが「生命体」である、ととらえることが可能。この「体という容れ物」の内側における「命の場」と、宇宙に行き渡る「今の場」の同一性を自覚するとき、「命の場」は「不生なるもの」となり、「霊性（れいせい）」となって現われ働くのである。「霊性」は人間に元来備わっている本質的な感性で、それを自覚し使うことで、いくらでも豊かに深めることができる。仏教ではこの「霊性」を「仏性（ぶっしょう）」と呼ぶ。万物の霊長たる人間が、この「命の場」の霊妙な働きに気付かないのは宝の持ち腐れであろう。釈尊は、明けの明星（金星）の光を見て悟りを開いたといわれる。金星の光の「今」と、自分の命の「今」が融け合って「今の場」＝「命の場」の霊妙なる絶対性を体感したのだ。盤珪禅師は、梅の香を嗅いだ瞬間、悟りの境地に至り、それを「不生にして霊妙なるもの」と表わしたのである（書画に還元するなら、書画の命は、線や形が「今の場」をとらえているか否かにかかっている、といえる）。

## ギャラリー

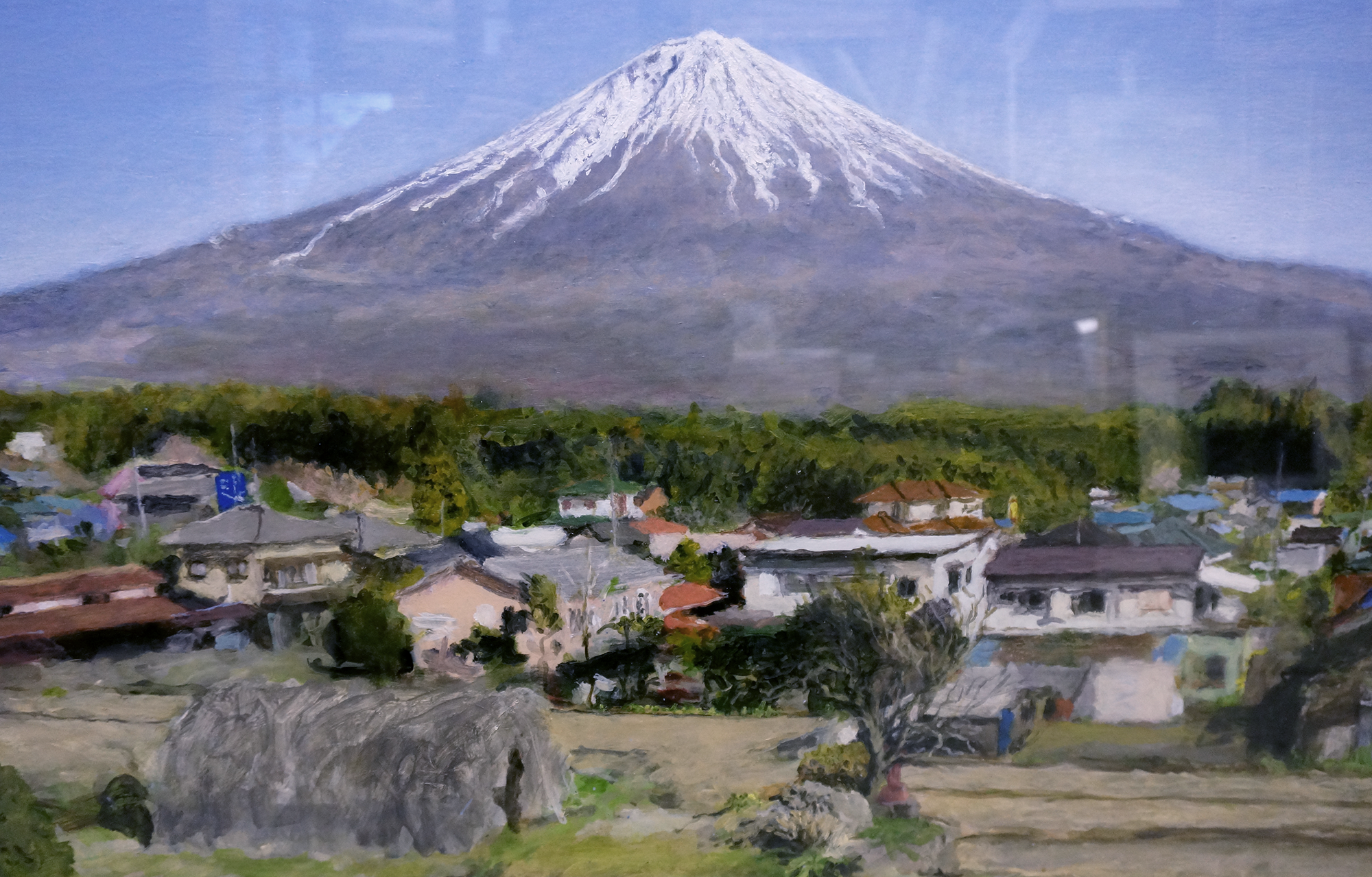
油彩「富士山」
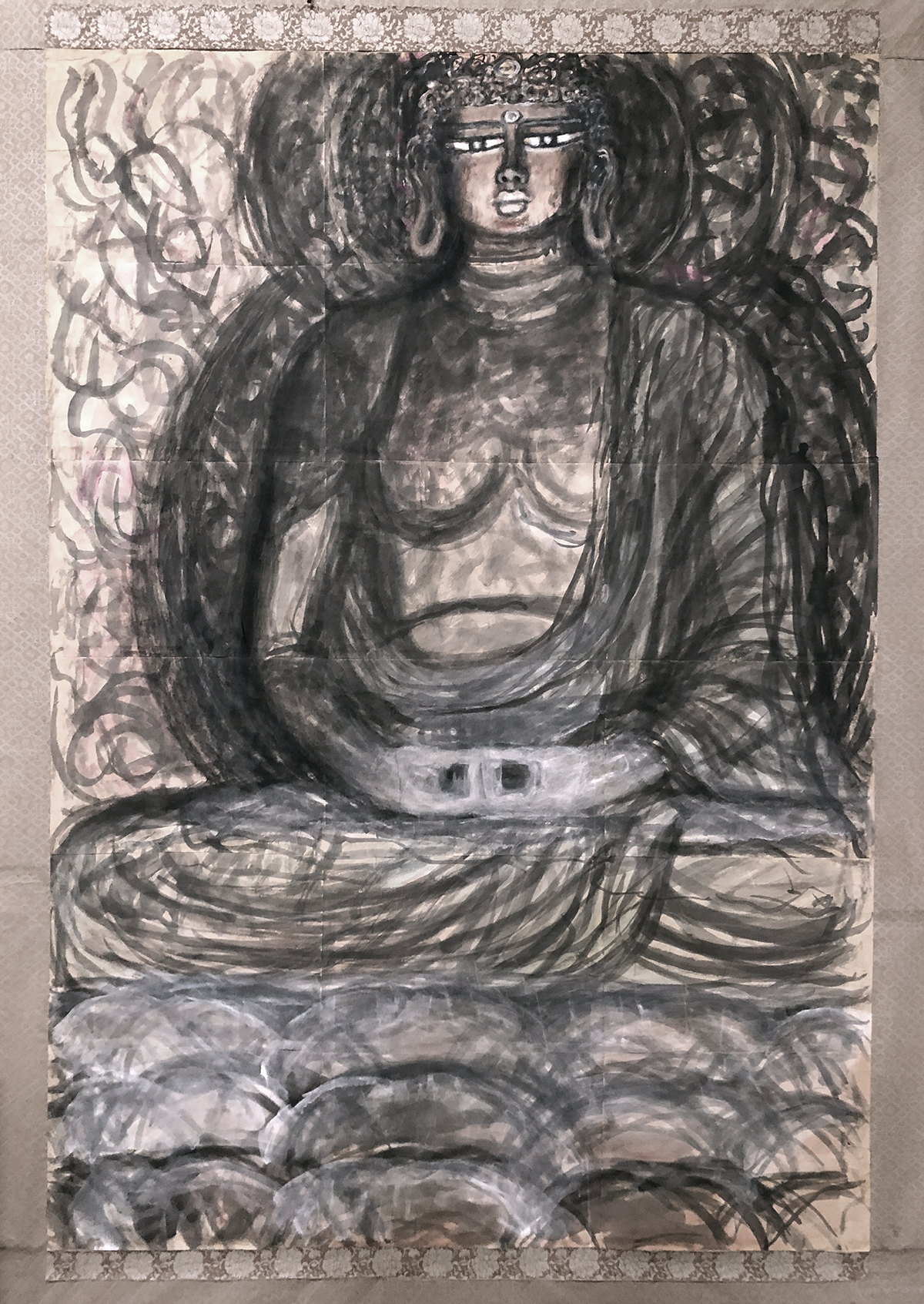
墨筆「仏画」
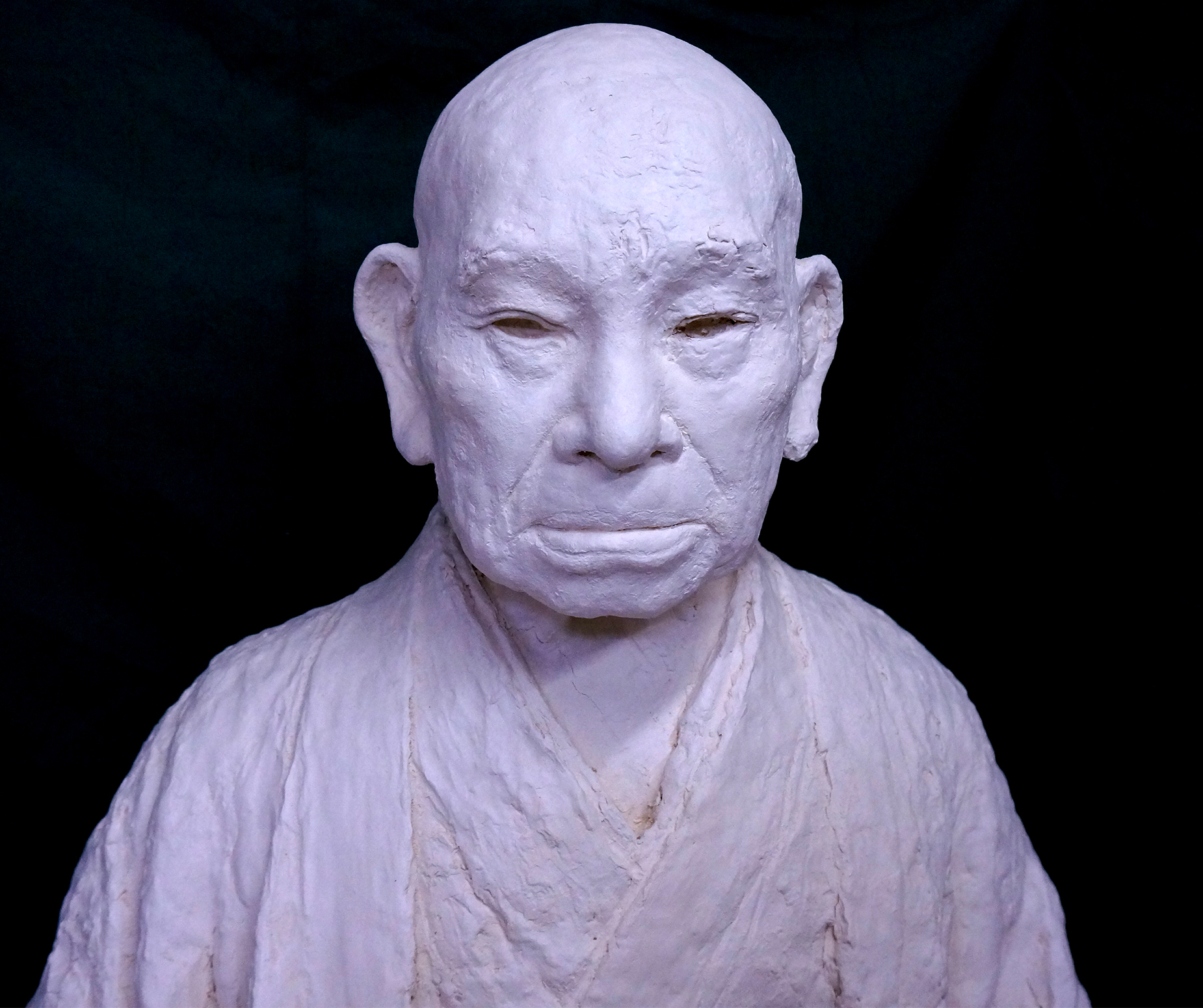
塑像「山本玄峰禅師」
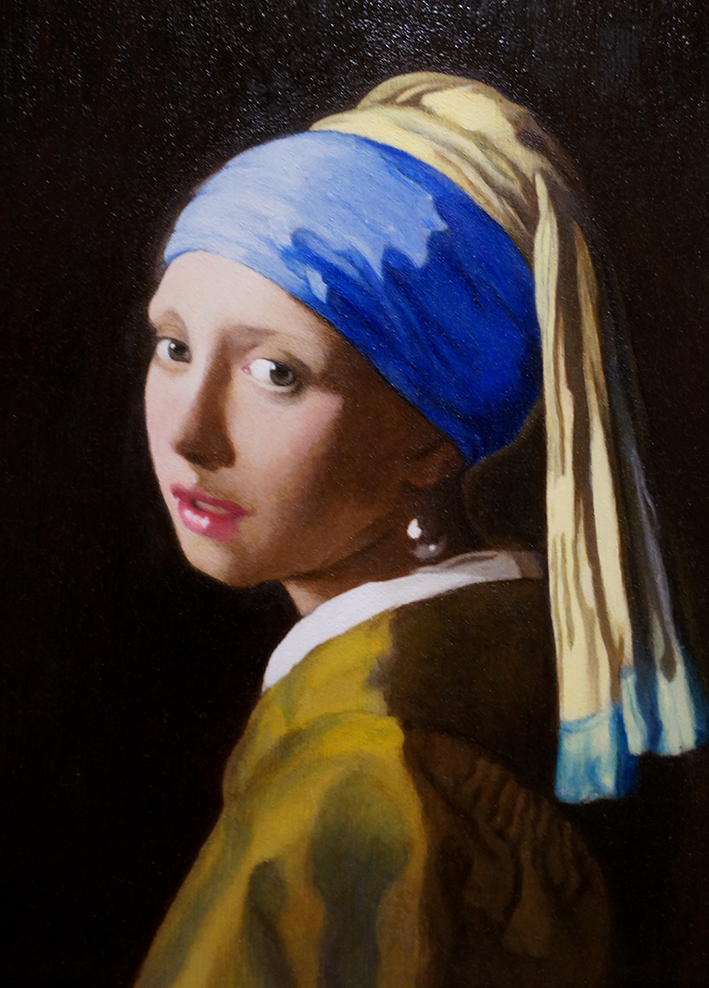
模写（フェルメール）
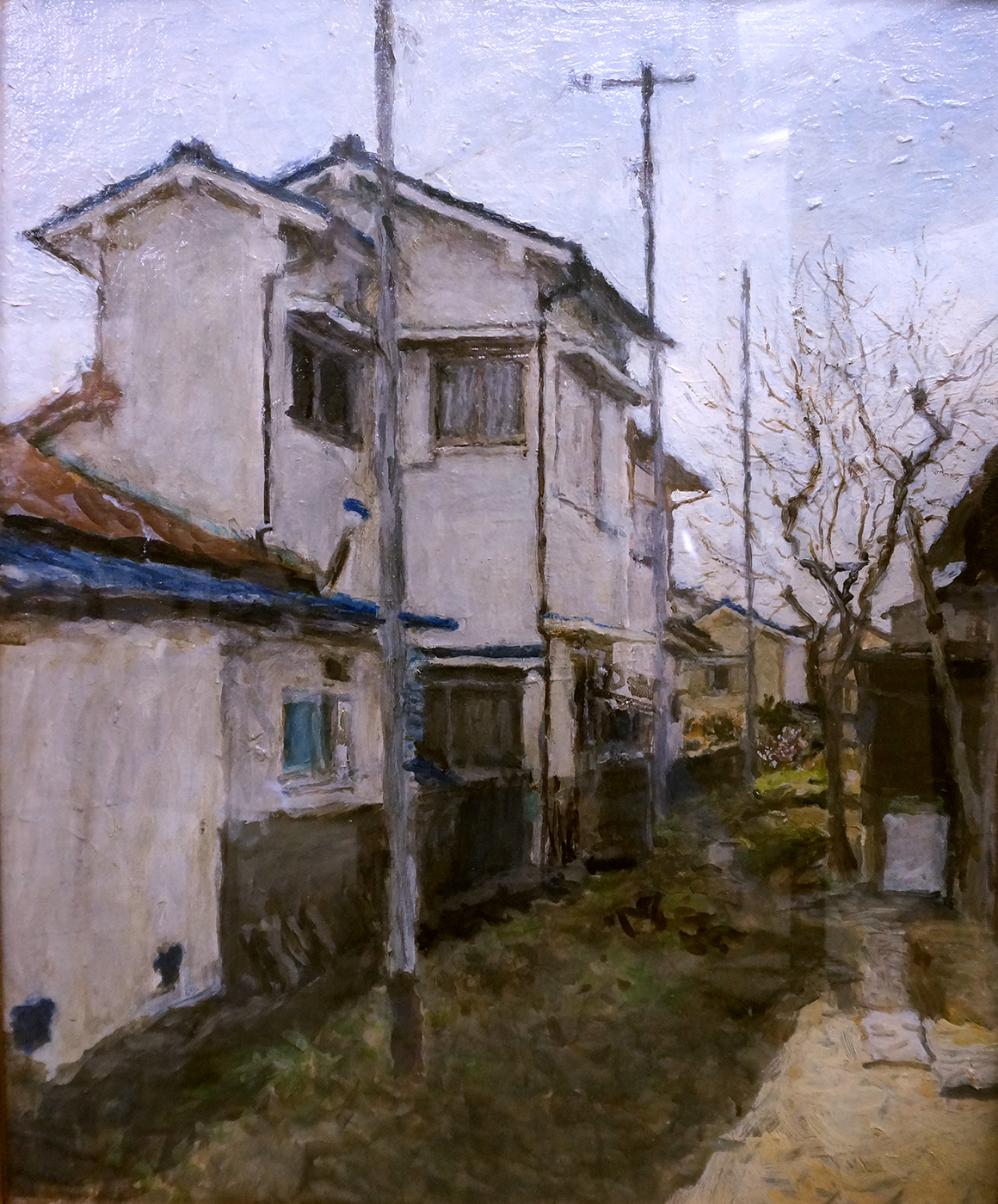
油彩「堀端の家」